# Kirił Georgiew
Kirił Georgiew, bułg. Кирил Георгиев (ur. 28 listopada 1965 w Petriczu) – bułgarski szachista, w latach 2002–2005 reprezentant Macedonii, arcymistrz od 1984 roku.

## Kariera szachowa

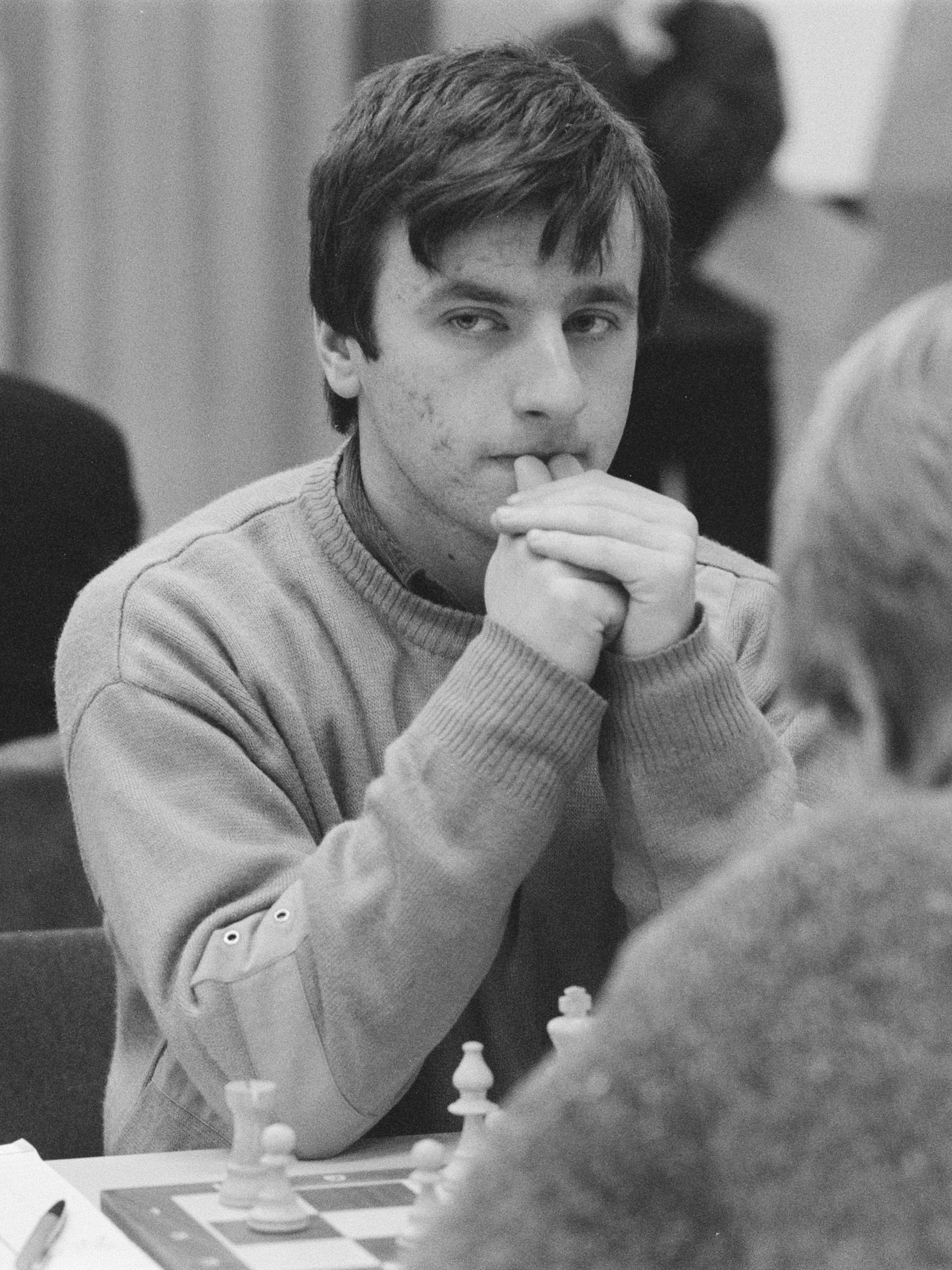
Kirił Georgiew, Wijk aan Zee 1988

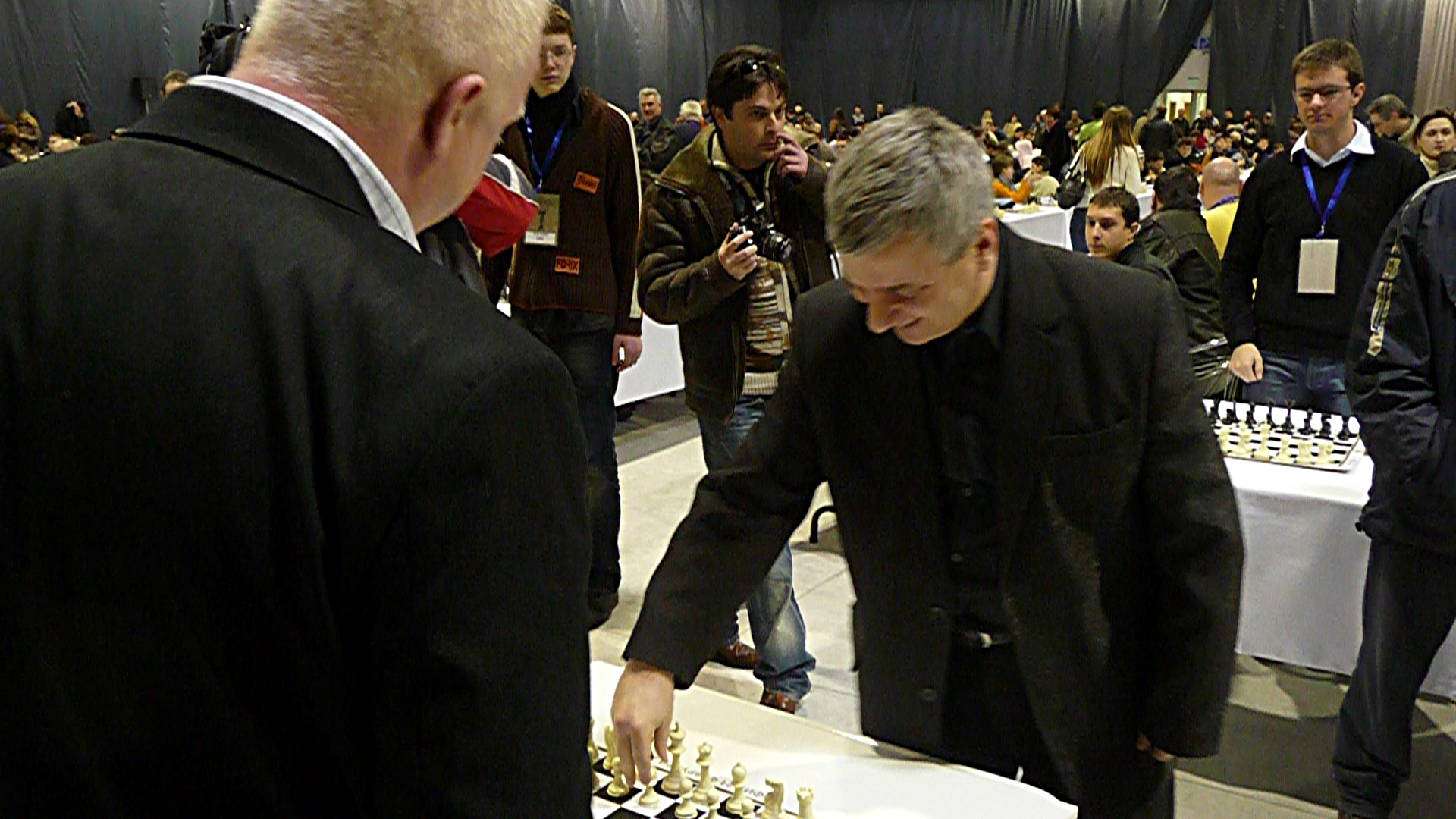
Kirił Georgiew podczas bicia rekordu świata w seansie symultanicznym, Sofia 21/02/2009.

Od połowy lat osiemdziesiątych należy do szerokiej czołówki światowej. Pierwszy sukces na arenie międzynarodowej osiągnął w roku 1983, zdobywając w Belfort tytuł mistrza świata juniorów do lat 20. W następnym roku podzielił I m. w Sztokholmie (turniej Rilton Cup, edycja 1983/84), zwyciężył w Wijk aan Zee (turniej B) oraz po raz drugi zdobył medal mistrzostw świata juniorów, zajmując w fińskiej miejscowości Kiljava III miejsce (za Curtem Hansenem i Aleksiejem Driejewem). W latach 1984, 1986 i 1989 trzykrotnie zdobył mistrzostwo Bułgarii. W roku 1988 awansował do półfinału (w którym przegrał z Rafaelem Waganianem) rozegranych w Saint John mistrzostw świata w szachach błyskawicznych, wcześniej eliminując m.in. Garriego Kasparowa. W kolejnych latach odniósł szereg turniejowych zwycięstw, z których najważniejsze to: San Bernardino (1988), Elenite (1992 i 1995 wspólnie z Weselinem Topałowem), Budapeszt (1993), Belgrad (2000), Sarajewo (2001, turniej Bosna), Bad Wörishofen (2002) oraz Gibraltar (2006). W 2006 zdobył również brązowy medal na mistrzostwach Europy rozegranych w Kuşadası. W 2009 podzielił I m. (wspólnie z Georgiem Meierem, Julio Grandą Zuniga i Viktorem Laznicką) w Pampelunie. W 2011 zwyciężył w Arinsalu. W 2014 zajął I m. w turnieju Karpos Open w Skopju.
Wielokrotnie startował w finałach indywidualnych mistrzostw Bułgarii, pięciokrotnie (1984, 1986, 1989, 2013, 2014) zdobywając złote medale.
Wielokrotnie reprezentował barwy swojego kraju na szachowych olimpiadach (czternastokrotnie w latach 1984–2010). Był również ośmiokrotnym uczestnikiem drużynowych mistrzostw Europy (w latach 1983–2011), zdobywając trzy medale za wyniki indywidualne: złoty (1999 – na II szachownicy) oraz dwa srebrne (1983 – na IX szachownicy i 2003 – na I szachownicy).
Najwyższy ranking w dotychczasowej karierze osiągnął 1 lipca 2001, z wynikiem 2695 punktów zajmował wówczas 16. miejsce na światowej liście FIDE, jednocześnie zajmując 2. miejsce (za Weselinem Topałowem) wśród bułgarskich szachistów.
21 lutego 2009 ustanowił rekord świata pod względem największej jednoczesnej liczby partii w seansie symultanicznym. Spośród 360 pojedynków 284 wygrał, 70 zremisował, a 6 przegrał. Całe wydarzenie trwało 14 godzin, a odległość pomiędzy pierwszą i ostatnią szachownicą wynosiła pół kilometra. Rekord ten został pobity w sierpniu 2009 przez irańskiego arcymistrza Mortezę Mahjooba.